# Proxiphocentron prathamajam
Proxiphocentron prathamajam är en nattsländeart som beskrevs av Schmid 1982. Proxiphocentron prathamajam ingår i släktet Proxiphocentron och familjen Xiphocentronidae. Inga underarter finns listade i Catalogue of Life.